# Warren, Texas
Warren är en ort i Tyler County i delstaten Texas, USA.